# المذاق (فلم)
المذاق هو عبارة عن فيلم طويل روائي هندي باللغة الماليالامية يعتمد على الطعام والأذواق والمطاعم وخدمات المطاعم. الفيلم من إخراج وتأليف راجيف ناث. نيدومودي فينو وراجيف ناث وسوديب كومار اشتركوا في كتابة سيناريو القصة التي كتبها سوديب. قام بالتمثيل إنراجيث سوكوماران ونيدومودي فنيو وديفان وفارونا شيتي. ظهر موهنلال كضيف شرف.
بدأ التصوير الرئيسي في 8 يناير 2014 في الدوحة. التصوير جرى في الدوحة ودبي وكوتشي وأوتابالام وثيروفانانثابورام. أصدر الفيلم في 23 يناير 2015 وفشل في إقناع النقاد.

## القصة
يقام الفيلم في الدوحة حيث يرتب شيكار مينون وهو رجل أعمال حفل زفاف ابنته ليتم القيام به في وليمة حسب النمط التقليدي لولاية كيرلا. دعا الممثل الشهير موهنلال فاليوتو ثيروميني إلى تقديم الطعام لحفل زفاف صديقته النجمية شكار مينون جاناكي. فاسوديفان وبالو وفريقهما يطيرون إلى الدوحة. لكن الظروف تجبر بالو على الاستيلاء على والده. كما يوحي اسم الفيلم فإنه يعتمد على الطعام.

## البطولة
- إندراجيث سوكوماران في دور بالا شانكار
- فارونا شيتي في دور جناكي ابنة مينون
- نيدومودي فنيو في دور فاليوتو ثيروميني
- موهنلال بشخصيته الحقيقية
- ديفان في دور شكار مينون
- جاغاديش في دور عبده
- ناندو في دور غوفيندان ناير
- ميثيلي في دور شهيدة
- أمبيكا موهان في دور السيدة ثيروميني
- راجيش راجان في دور جوب
- ديليب شانكار
- ألبرت أليكس في دور جوسيمون
- ساتيش مينون في دور طبيب العائلة
- نيهال بيلاي في دور مانو
- بيندو ك. مينون في دور السيدة مينون

## اختيار طاقم التمثيل
تم التوقيع مع موهنلال في دور ضيف شرف بشخصيته الحقيقية. في الفيلم ظهر كصديق لرجل أعمال رائد في دبي. قال راجيف: «إن موهنلال له دور محوري في المذاق لأنه هو الذي يوجه إنراجيث في عمله في حفل الزفاف في دبي». إيندراجيث يلعب دور بالو وهو نامبوثيري كوك الذي يدير مطعم في ولاية كيرلا. بالو حاصل على بكالوريوس وماجستير. يتبع والده وهو طباخ شعبي مدعو إلى الدوحة لتقديم خدمة تقديم الطعام لحفل الزواج.
تم تصوير فارونا شيتي كبطلة في فيلمها الأول بالمالايالامية. تقوم بدور جناكي ابنة رجل أعمال في دبي. زفافها هو المحور الرئيسي لقصة الفيلم. والدها يدعو طهاة مشهورين من ولاية كيرلا لتقديم الطعام التقليدي في حفل زفافها. ميثيلي هي الأخرى تمثل الشخصية النسائية الرئيسية الأخرى في الفيلم. نيهال بيلاي يلعب دور الشرير في الفيلم.

## التصوير
بدأ التصوير الرئيسي في 8 يناير 2014 في الدوحة. تم التصوير في مطعم سبايس بوت الذي هو في الواقع الفندق الذي تملكه أم إنديراجيث ماليكا سوكوماران. عاد الطاقم من الدوحة فقط في 13 يناير. بقية المشاهد صورت في أوتابلام. تم التصوير ثيروفاثيراكالي من 300 فنان في دبي. تم تصوير الفيلم في مناطق الخليج العربي وما حولها. تم التصوير لمدة أسبوعين في دبي ثم عادوا للتصوير في أوتابالام. في مايو أكمل الفيلم تصويره في الدوحة ودبي وكوتشي وثيروفانانثابورام.

## الموسيقى
يتكون الفيلم من 3 أغاني لحنها كوريان وغناها ك. س. تشيثرا وكافالام سريكومار وجوب كوريان نفسه. كلمات الأغاني كتبها كيفالم نارايانا بانيكر. الفيلم جعل الملحن جوب كوريان يغني للمرة الأولى. في السابق كان قد شارك في تأليف الموسيقى التصويرية من فيلم كانادا. ك. س. تشيثرا تغنى بأغنية ثيروفاثيرا التقليدية وكافالام سريكومار تغنى بأغنية ممتعة بمناسبة الوليمة.